# City of Heroes (Arrow)
City of Heroes es el primer episodio y estreno de la segunda temporada y vigésimo cuarto episodio a lo largo de la serie estadounidense de drama y ciencia ficción, Arrow. El episodio fue escrito por Marc Guggenheim y Andrew Kreisberg, basados en la historia de Greg Berlanti; dirigido por John Behring y fue estrenado el 9 de octubre de 2013.
Felicity y Diggle viajan a Lian Yu en busca de Oliver, quien dejó Starling City después de la destrucción de los Glades. De regreso en la ciudad, Oliver se encuentra con Isabel Rochev, quien planea adquirir Queen Consolidated. Por otra parte, Thea se niega a visitar a su madre en prisión mientras Roy busca llenar la ausencia del Vigilante y Laurel trabaja para capturar al Vigilante. Un flashback a la isla muestra a Shado, Oliver y Slade en una situación desesperada.

## Argumento
Tras la destrucción de los Glades, Oliver se exilia de nuevo en la isla en la que quedó varado durante cinco años como penitencia por haberle fallado a la ciudad. Felicity y Diggle llegan y logran convencerlo de volver después de informarle que la compañía de su padre está a punto de ser tomado por Stellmoor Internacional, una empresa dirigida por Isabel Rochev. A su regreso, Oliver descubre que un grupo de justicieros vestidos como el Vigilante, están trabajando para recuperar los Glades y no tienen miedo de matar por su causa.
Al enterarse de que Oliver ha vuelto, los nuevos vigilantes deciden ir tras él e irrumpen en Queen Consolidated cuando la reunión con Rochev se lleva a cabo, Oliver se niega a enfrentarlos pero aun así logra salvar a Isabel y Felicity. Más tarde, Diggle y Felicity tratan de convencer a Oliver de ponerse el traje del Vigilante nuevamente, pero él se niega argumentando que Tommy lo veía como un asesino y volver a vestir el traje sería deshonrar su memoria.
Mientras tanto, Thea trata de convencer a Roy de dejar de actuar como el Vigilante y él, a su vez, trata de convencerla de ir a visitar a Moira a prisión. Por otra parte, Laurel le dice a Oliver que no pueden estar juntos debido a que siente como si estuviera traicionando a Tommy y él le pide que sigan siendo amigos, a lo que ella acepta.
Finalmente, los encapuchados deciden ir a buscar a Oliver al Verdant pero no lo encuentran y en su lugar se llevan a Thea. Entonces, Oliver decide convertirse de nuevo en Vigilante, pero decide que ya no quiere matar. El Vigilante salva a Thea, y entrega a los imitadores al oficial Lance. Oliver pide la ayuda de Walter para salvar la empresa de su familia y decide que quiere hacer que la gente cambie su sentir sobre el Vigilante, adoptando un nuevo sobrenombre. En un flashback, Oliver, Shado y Slade se dan cuenta de que no están solos en la isla tras la desaparición de Fyers.

## Elenco
- Stephen Amell como Oliver Queen.
- Katie Cassidy como Dinah Laurel Lance.
- David Ramsey como John Diggle.
- Willa Holland como Thea Queen.
- Emily Bett Rickards como Felicity Smoak.
- Colton Haynes como Roy Harper.
- Manu Bennett como Slade Wilson.
- Susanna Thompson como Moira Queen.
- Paul Blackthorne como el oficial Quentin Lance.

## Continuidad
- El episodio se desarrolla cinco meses después de los sucesos ocurridos en Sacrifice.
- Este episodio marca la primera aparición de Isabel Rochev y Adam Donner.
- Walter Steele fue visto anteriormente en Darkness on the Edge of Town.
- Se revela que Quentin Lance fue degradado de su puesto de detective.
- En este episodio se da a conocer que Laurel ahora trabaja como asistente del Fiscal de Distrito debido a la destrucción de las oficinas del CNRI.
- El episodio marca la primera aparición de Emily Bett Rickards, Colton Haynes y Manu Bennett como miembros del elenco principal.[3][4][5]

## Banda sonora[6]
| N.º | Intérprete        | Título                     | Álbum             |
| --- | ----------------- | -------------------------- | ----------------- |
| 1   | Portugal. The Man | Purple Yellow Red and Blue | Evil Friends      |
| 2   | Walking Def       | Come To Me                 | Love To Give - EP |

## Desarrollo

### Producción
La producción de este episodio comenzó el 28 de junio y terminó el 9 de julio de 2013.

### Filmación
El episodio fue filmado del 10 al 19 de julio de 2013.

### Casting
El 10 de julio, fue informado que la actriz Summer Glau fue contratada para interpretar a Isabel Rochev, un personaje recurrente y nuevo adversario de Oliver Queen, que planea apoderarse de Queen Consolidated. Por otra parte, el 2 de agosto fue confirmado que Dylan Bruce fue contratado para interpretar a Adam Donner, un nuevo compañero de trabajo de Laurel.

## Recepción

### Recepción de la crítica
Jesse Schedeen, de IGN calificó al episodio como grandioso, dándole una puntuación de 8.5 y comentó: "Arrow regresa de un final de temporada estelar con un primer episodio memorable. La serie terminó con una nota muy fuerte en el final de la temporada 1, Sacrifice, que clasificó con facilidad entre los mejores de la serie. La temporada 2 trae ese impulso gracias a una apertura fuerte. City of Heroes perdió tiempo lanzando Ollie y sus amigos de nuevo en el meollo de las cosas, y presentó dos interesantes nuevos personajes femeninos para arrancar. Con todo, el episodio fue una bueno, muy lleno de acontecimientos para dar inicio a la nueva temporada. Ollie y sus amigos tienen, sin duda, un montón de desafíos para hacer frente en los próximos meses".

### Recepción del público
En Estados Unidos, City of Heroes fue visto por 2.74, millones de espectadores, recibiendo 0.9 millones de espectadores entre los 18 y 49 años, de acuerdo con Nielsen Media Research.